# Giovanni Falck
Giovanni Falck (Mandello del Lario, 16 settembre 1900 – Milano, 6 gennaio 1972) è stato un imprenditore e ingegnere italiano.

## Biografia

### I primi anni, la formazione e le prime esperienze lavorative
Giovanni Falck nacque a Mandello del Lario, in provincia di Como, il 16 settembre 1900, figlio secondogenito del senatore Giorgio Enrico e della moglie, Irene Bertarelli.
Intenzionato ad entrare nella direzione dell'azienda paterna, la Falck, studiò Ingegneria al Politecnico di Milano, compiendo poi viaggi formativi in Germania, Inghilterra e Stati Uniti allo studio delle grandi aziende internazionali. Rientrato da questo periodo formativo, nel 1926 fece il proprio ingresso coi fratelli nell'azienda del padre, promuovendo la creazione dei nuovi stabilimenti (Milano Porta Romana, Arcore, tre a Sesto San Giovanni) che andavano a rafforzare la produzione di quelli già esistenti. Fu proprio Giovanni però ad impegnarsi perché lo stabilimento di Dongo, il primo ad essere stato fondato dal padre, si specializzasse nella produzione di ghisa malleabile e di raccordi per tubi con forni alimentati con ceneri di pirite, dando inizio all'attività nel 1928, al punto da riuscire in breve tempo a porsi al pari della Fischer di Zurigo.
Nel 1935 sposò Amalia "Maly" Levi Da Zara, da cui ebbe due figli, Gioia e Giorgio Enrico.
Con la collaborazione dei fratelli, ben presto raggiunse i vertici di direzione dell'azienda sino ad ottenere la carica di direttore centrale, condividendo difatti col genitore la direzione degli stabilimenti. Si era all'epoca sul finire della Seconda guerra mondiale ed il Falck si pose in prima linea contro il governo collaborazionista della Repubblica di Salò per impedire che i suoi macchinari produttivi venissero portati dai nazisti in Germania, giungendo persino ad entrare in contatto coi partigiani della resistenza, fatto che gli costò ben due incarcerazioni da parte del regime.
Continuò la sua attività di collegamento tra il mondo imprenditoriale ed il CLN dell'Alta Italia, giungendo ad essere nominato da Cesare Merzagora al ruolo di commissario straordinario dell'Associazione territoriale della Provincia di Milano.
Poco dopo ricostituì anche Assolombarda per la tutela degli interessi degli industriali lombardi e per la ripresa economica del nodo di Milano.
Il 30 aprile 1945, al ritiro dalle scene del padre, il fratello maggiore Enrico assunse la presidenza dell'azienda, mentre Giovanni fu eletto vicepresidente col fratello Bruno. Nel 1946 venne acclamato presidente dell'INPS per il suo grande interessamento al sistema di assicurazioni previdenziali e di malattia, ma si dimise poco dopo per meglio dedicarsi alle sue aziende. Nel 1948 il fratello Enrico venne eletto senatore nelle file della Democrazia Cristiana e lasciò la presidenza proprio a Giovanni, che la mantenne sino al 1971 quando la passò al fratello minore Bruno.

### La direzione dell'azienda
Durante i primi anni della sua presidenza, Falck si dimostrò particolarmente critico nei confronti del cosiddetto "piano Sinigaglia" che prevedeva un'espansione immediata a livello nazionale del settore siderurgico pur dopo la guerra, perché questo avrebbe secondo gli ottimisti smosso più velocemente l'economia nazionale, senza considerare in realtà la carenza naturale di materie prime del territorio ed i costi per l'importazione. Con queste posizioni acute ma di sfida per l'epoca, la Falck si impose come la principale azienda siderurgica italiana e fu portavoce di tutte le altre imprese di taglio minore già nel 1946.
Concorde con le idee di Robert Schuman e della CECA, negli anni cinquanta promosse la costruzione di nuovi impianti all'avanguardia, entrando in contatto con altre aziende di peso come FIAT e Finsider e conquistandosi l'amicizia di personalità di spicco della cultura come Indro Montanelli. A lungo membro della giunta esecutiva di Confindustria, per cinque lustri fu consigliere d'amministrazione del Politecnico di Milano, promuovendo presso Assolombarda una serie di corsi di formazione nel campo siderurgico. Continuò a curare l'edizione della rivista "La metallurgia italiana" fondata dal padre nel 1909 ed istituì tre medaglie di premio da conferire a cultori della metallurgia in Italia. Nel frattempo divenne presidente dell'associazione Amici della Scala, della Pinacoteca di Brera e del Museo Poldi Pezzoli.
Morì a Milano il 6 gennaio 1972.